# The Leisure Seeker
The Leisure Seeker is een Italiaans-Franse film van Paolo Virzi die uitgebracht werd in 2017. 
Het scenario is gebaseerd op de gelijknamige roman (2009) van Michael Zadoorian.

## Verhaal
John en Ella Spencer hebben al ruim vijftig jaar een gelukkig huwelijksleven. Op een morgen vertrekt het bejaarde koppel stiekem op reis zonder dat ze hun  volwassen kinderen op de hoogte hebben gebracht. Ze wensen immers hun betuttelende omgeving te ontvluchten en nog een laatste keer een plezierreis te ondernemen: vanuit Massachusetts de U.S. Route 1 oprijden tot in Key West waar John, een verstrooide gepensioneerde leraar letterkunde, eindelijk het huis van Ernest Hemingway zal kunnen bezoeken. Vanuit hun woonplaats ergens in de buurt van Boston gaan ze ervandoor in hun oude vertrouwde kampeerauto, die ze 'The Leisure Seeker' hebben gedoopt. 
Spoedig blijkt dat John meer dan verstrooid is: hij lijdt aan de ziekte van Alzheimer. Gaandeweg blijkt ook dat Ella een ongeneeslijke kanker heeft en daarom heeft beslist de behandeling stop te zetten. Ze beseft dat ze beiden weldra in het ziekenhuis zullen moeten opgenomen worden of naar een woon-zorgcentrum zullen moeten verhuizen. 
Af en toe telefoneren ze met hun zoon en dochter die aanvankelijk dodelijk ongerust zijn. Ze verklappen echter nooit waar ze zich bevinden noch wat het doel van hun tocht is. Onderweg herbeleven ze hun passie voor het leven en voor elkaar tijdens een reis vol emotie en verrassingen.

## Rolverdeling
| Acteur                  | Personage                                 |
| ----------------------- | ----------------------------------------- |
| Donald Sutherland       | John Spencer                              |
| Helen Mirren            | Ella Spencer                              |
| Janel Moloney           | Jane Spencer, de dochter van John en Ella |
| Christian McKay         | Will Spencer, de zoon van John en Ella    |
| Dick Gregory            | Dan Coleman                               |
| Robert Walker Branchaud | de politieagent                           |
| Dana Ivey               | Lilian, de buurvrouw                      |